# Säntis
Säntis és la muntanya més alta del massís d'Alpstein del nord-est de Suïssa. És també el punt culminant de tot els Alps Appenzell, entre el llac de Walenstadt i el llac de Constança. Situat a 2.501,9 metres sobre el nivell del mar. Compartit per tres cantons de Suïssa, la muntanya és una fita molt visible gràcies a la seva posició situada al nord del massís d'Alpstein. Com a conseqüència, es poden trobar cases anomenades Säntisblick (vista de Säntis) en regions tan allunyades com la Selva Negra d'Alemanya. Säntis es troba entre els cims més destacats dels Alps i la cimera més destacada d'Europa amb una plataforma d'observació a la part superior. El panorama des del cim és espectacular. Es poden veure sis països si el temps ho permet: Suïssa, Alemanya, Àustria, Liechtenstein, França i Itàlia.